# 中日本ハイウェイ・パトロール名古屋
中日本ハイウェイ・パトロール名古屋株式会社（なかにほんハイウェイ・パトロールなごや 英：Central Nippon Highway Patrol Nagoya Company Limited）は、中日本高速道路株式会社（NEXCO中日本）が管理運営する高速道路、自動車専用道路のうち、名古屋支社および金沢支社エリアの専門的業務となる交通管理業務を専属に担当する部門として、NEXCO中日本が民営化した際のグループ経営化の中で設立された会社である。
中日本ハイウェイ・パトロール名古屋を始め、グループ一体でNEXCO中日本のブランド名を使用している。

## 業務内容
主な業務は、交通管理（交通管理隊）、交通管制（道路管制センター）、車両制限令等の法令違反車両取締り（車限隊）

## 拠点
活動範囲が広域となるため、現場の拠点は基地と呼ばれ、中日本高速道路株式会社（NEXCO中日本）の高速道路事務所、保全・サービスセンターや各県警察の高速隊と一体となって配置されている。

## 階級呼称
隊長（課長）、副隊長（課長代理）、主任長（係長）、班長（係長）、主任、管理士、管理士補の順。
（ ）内は事務部門、上部には全体の総括者として部長や次長が配置されている。
また、専門知識の共有のため、中日本高速道路株式会社をはじめとするグループ間とも、積極的な人事交流が行われている。